# Municipio de Wells (Dakota del Norte)
El municipio de Wells (en inglés: Wells Township) es un municipio ubicado en el condado de Wells en el estado estadounidense de Dakota del Norte. En el año 2010 tenía una población de 100 habitantes y una densidad poblacional de 1,13 personas por km².

## Geografía
El municipio de Wells se encuentra ubicado en las coordenadas 47°48′40″N 99°51′19″O / 47.81111, -99.85528. Según la Oficina del Censo de los Estados Unidos, el municipio tiene una superficie total de 88.61 km², de la cual 87,11 km² corresponden a tierra firme y (1,69 %) 1,5 km² es agua.

## Demografía
Según el censo de 2010, había 100 personas residiendo en el municipio de Wells. La densidad de población era de 1,13 hab./km². De los 100 habitantes, el municipio de Wells estaba compuesto por el 98 % blancos y el 2 % eran de una mezcla de razas. Del total de la población el 0 % eran hispanos o latinos de cualquier raza.